# Johannes Tornberg (ishockeyspelare)
Lars Göran Johannes Tornberg, född 20 april 1990 i Pajala och senare uppvuxen i Boden, är en svensk före detta professionell ishockeyspelare (forward). Hans moderklubb är Björns IF.
Johannes är äldre bror till ishockeyspelaren August Tornberg, samt kusin till expertkommentatorn och före detta ishockeyspelaren Johan Tornberg.